# Карасьов Сергій Геннадійович
Карасьо́в Сергі́й Генна́дійович (рос. Карасёв Сергей Геннадьевич, нар. 12 червня 1979, Москва, СРСР) — російський футбольний арбітр, колишній футболіст. Арбітр ФІФА з 2010 року.

## Біографія
Вихованець ДЮСШ клубу «Тимірязєвець». Виступав у турнірі КФК у складі команди Московського державного будівельного інституту. За професією юрист. Суддівську кар'єру розпочав у 1995 році, навчався в Центрі «Футбольний арбітр», який закінчив у 2002. 
З 2000 обслуговує матчі другого дивізіону, у 2004 розпочав судити матчі першого дивізіону спочатку як асистент арбітра, а з 2006  — як головний арбітр. З 2008 обслуговує матчі Прем'єр-ліги, дебют відбувся 6 квітня в матчі між командами «Крила Рад» (Самара) та «Промінь-Енергія».
З 2010 арбітр ФІФА. 
З червня 2013 року входить до категорії елітних арбітрів УЄФА.
Судив фінальний матч Кубку Росії 2014 року між «Краснодаром» та «Ростовом» 0:0 (пенальті 5:6).
У червні 2015 судив матчі молодіжного чемпіонату Європи.
1 березня 2016 увійшов до складу суддівської бригади для обслуговування матчів чемпіонату Європи з футболу 2016.
Влітку 2016 обслуговував матчі чоловічого Олімпійського турніру в Ріо-де-Жанейро.
У 2017 обраний до числа головних арбітрів молодіжного чемпіонату світу з футболу 2017.
Одружений, виховує доньку.

## Матчі національних збірних
| Дата              | Місце проведення | Збірні                         | Рахунок | Турнір               | ЖК | YK · YK · RK | RK |
| ----------------- | ---------------- | ------------------------------ | ------- | -------------------- | -- | ------------ | -- |
| 11 серпня 2010    | Баку             | Азербайджан – Кувейт           | 1 – 1   | Товариський матч     | 1  | 0            | 0  |
| 2 вересня 2011    | Люксембург       | Люксембург – Румунія           | 0 – 2   | Кваліфікація ЧЄ 2012 | 3  | 0            | 0  |
| 2 червня 2012     | Осло             | Норвегія – Хорватія            | 1 – 1   | Товариський матч     | 3  | 0            | 0  |
| 11 вересня 2012   | Глазго           | Шотландія – Північна Македонія | 1 – 1   | Кваліфікація ЧС 2014 | 6  | 0            | 0  |
| 4 червня 2013     | Краків           | Польща – Ліхтенштейн           | 2 – 0   | Товариський матч     | 2  | 0            | 0  |
| 6 вересня 2013    | Берн             | Швейцарія – Ісландія           | 4 – 4   | Кваліфікація ЧС 2014 | 4  | 0            | 0  |
| 15 жовтня 2013    | Брюссель         | Бельгія – Уельс                | 1 – 1   | Кваліфікація ЧС 2014 | 2  | 0            | 0  |
| 4 вересня 2014    | Барі             | Італія – Нідерланди            | 2 – 0   | Товариський матч     | 1  | 0            | 1  |
| 29 березня 2015   | Будапешт         | Угорщина – Греція              | 0 – 0   | Кваліфікація ЧЄ 2016 | 5  | 0            | 0  |
| 6 вересня 2015    | Палермо          | Італія – Болгарія              | 1 – 0   | Кваліфікація ЧЄ 2016 | 3  | 0            | 2  |
| 11 жовтня 2015    | Гельсінкі        | Фінляндія – Північна Ірландія  | 1 – 1   | Кваліфікація ЧЄ 2016 | 0  | 0            | 0  |
| 15 червня 2016    | Париж            | Румунія – Швейцарія            | 1 – 1   | Євро 2016 (група A)  | 5  | 0            | 0  |
| 18 червня 2016    | Марсель          | Ісландія – Угорщина            | 1 – 1   | Євро 2016 (група F)  | 6  | 0            | 0  |
| 5 вересня 2016    | Хайфа            | Ізраїль – Італія               | 1 – 3   | Кваліфікація ЧС 2018 | 1  | 1            | 0  |
| 12 листопада 2016 | Відень           | Австрія – Ірландія             | 0 – 1   | Кваліфікація ЧС 2018 | 4  | 0            | 0  |